# Katarzynki (województwo pomorskie)
Katarzynki (dodatkowa nazwa w j. kaszub. Katarzinczi) – kolonia  w Polsce na Równinie Charzykowskiej  w województwie pomorskim, w powiecie bytowskim, w gminie Lipnica.
Śródleśna, położona w kompleksie leśnym Borów Tucholskich miejscowość kaszubska, położona w regionie Kaszub zwanym Gochami, jest częścią składową sołectwa Borowy Młyn.
W latach 1975–1998 miejscowość należała administracyjnie do województwa słupskiego.